# Făget, Prahova
Făget este un sat în comuna Drajna din județul Prahova, Muntenia, România.
Așezarea este atestată documentar din secolul al XV-lea.
În 1930, era sat în  comuna Drajna de Jos, plasa Văleni și avea 450 de locuitori.

## Personalități
- Mihai Drăgănescu (1929-2010), Profesor doctor inginer la Institutul Politehnic Bucuresti, specialist în electronică, membru corespondent și președinte al Academiei Române.[1]